# Поляшов, Владислав Сергеевич
Владисла́в Серге́евич Поляшо́в (род. 4 апреля 1995, Чебоксары) — российский гимнаст, чемпион мира, серебряный призёр чемпионата мира в команде. Мастер спорта России международного класса (2012).

## Достижения
На летней Универсиаде в Тайбэе (2017) завоевал серебряную медаль в упражнении на перекладине.
В июне 2024 года на Играх стран БРИКС завоевал золотую медаль в упражнениях на коне.